# József Molnár
Pour les articles homonymes, voir Jozsef Molnar.
Dans le nom hongrois Molnár József, le nom de famille précède le prénom, mais cet article utilise l’ordre habituel en français József Molnár, où le prénom précède le nom.
József Molnár (né le 21 mars 1821 à Zsámbék – mort le 6 mars 1899  à Budapest) est un peintre hongrois.
Il a étudié la peinture à Venise, Rome et Munich. Une fois ses études achevées, il s’établit à Stuttgart, où il gagne sa vie en peignant des portraits. Il retourne en Hongrie en 1853 et commence à peindre des paysages et des scènes historiques à Pest.